# 秋風嶺
秋風嶺（チュプンニョン）は、大韓民国忠清北道永同郡と慶尚北道金泉市の間にある峠である。

## 概要
小白山脈にあり、原三国時代は辰韓と馬韓の、三国時代は新羅と百済の境界となっていた。文禄・慶長の役においては戦場でもあった。現在は忠清北道と慶尚北道の境界であり、湖西地方と嶺南地方の分け目でもある。韓国鉄道公社京釜線、国道第4号線、京釜高速道路が通り、京釜線の最高地点となっている。大田地方気象庁が管轄する秋風嶺気象台がある。行政区画の名称としては永同郡にある面のひとつであり、秋風嶺面にある里のひとつでもある。

### 周辺
- 京釜線 秋風嶺駅
- 京釜高速道路 秋風嶺サービスエリア・インターチェンジ
- 秋風嶺気象台